# ولی (ویرجینیای غربی)
ولی (به انگلیسی: Valley) یک منطقهٔ مسکونی در ایالات متحده آمریکا است که در شهرستان همپشر، ویرجینیای غربی قرار دارد.